# Rheumaptera icterata
Rheumaptera icterata är en fjärilsart som beskrevs av Achille Guenée 1858. Rheumaptera icterata ingår i släktet Rheumaptera och familjen mätare. Inga underarter finns listade.